# Müdisdorf
Müdisdorf ist ein Ortsteil der Gemeinde Lichtenberg/Erzgeb. im Landkreis Mittelsachsen (Freistaat Sachsen). Er wurde am 1. Januar 1963 mit Weigmannsdorf zur Gemeinde Weigmannsdorf-Müdisdorf zusammengeschlossen, die am 1. Oktober 1993 nach Lichtenberg/Erzgeb. eingemeindet wurde.

## Geografie

### Lage

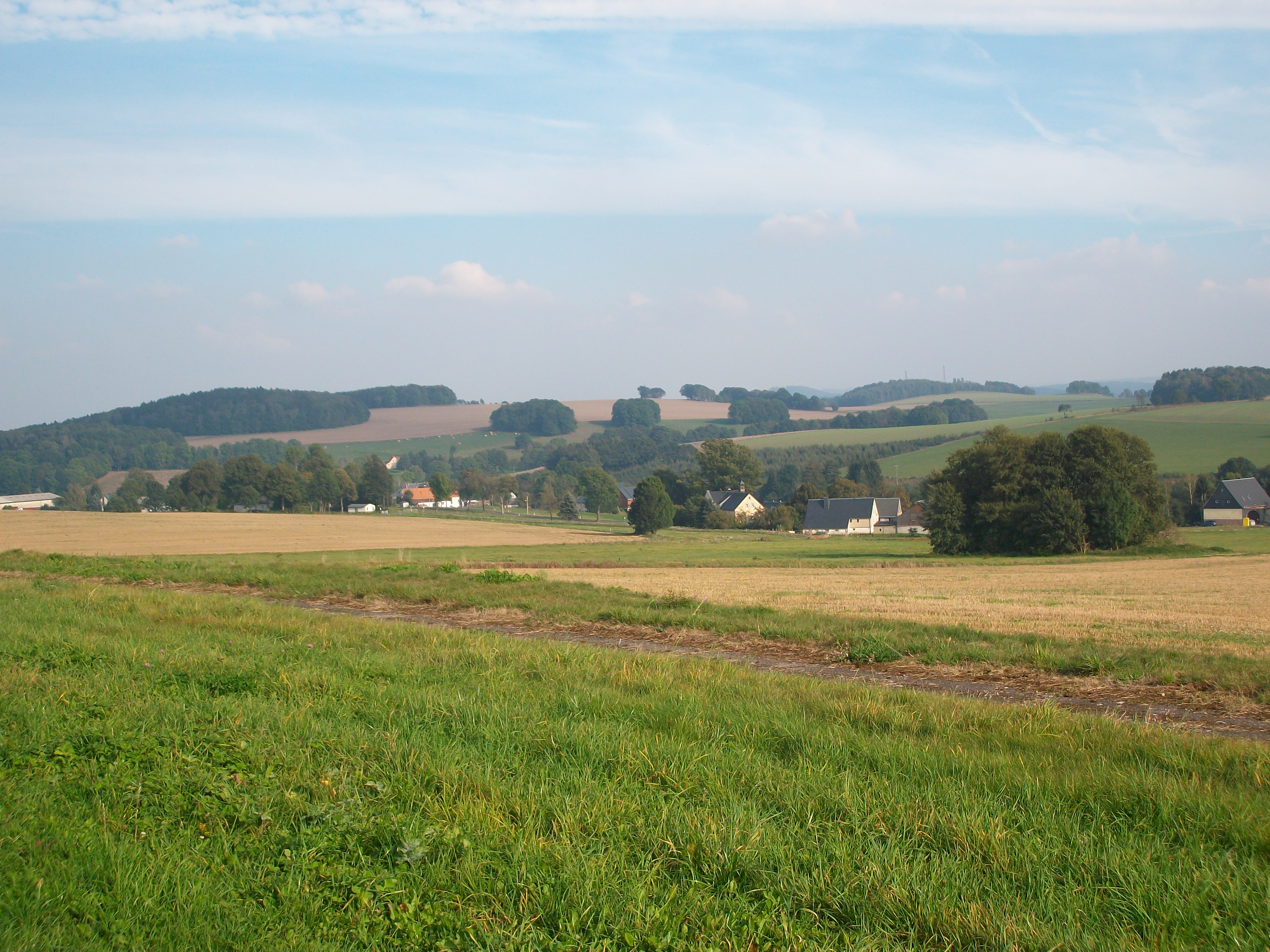
Müdisdorf mit Kohlbach-Kunstgraben (2016)

Müdisdorf liegt etwa zwölf Kilometer südlich von Freiberg im Osterzgebirge. Die Ortslage erstreckt sich über mehrere Kilometer entlang eines nach Osten der Freiberger Mulde zufließenden Baches. Dieser hat im Westen eine Verbindung an den Unteren Großhartmannsdorfer Teich, der Teil des Naturschutzgebiets „Großhartmannsdorfer Großteich“ ist. Nordwestlich des Orts verlaufen der Müdisdorfer Kunstgraben und der Kohlbach-Kunstgraben, die Teil der Revierwasserlaufanstalt Freiberg sind.

### Nachbarorte
| Brand-Erbisdorf   | Berthelsdorf                                | Weigmannsdorf |
|                   | Kompassrose, die auf Nachbargemeinden zeigt |               |
| Großhartmannsdorf | Helbigsdorf                                 |               |

## Geschichte

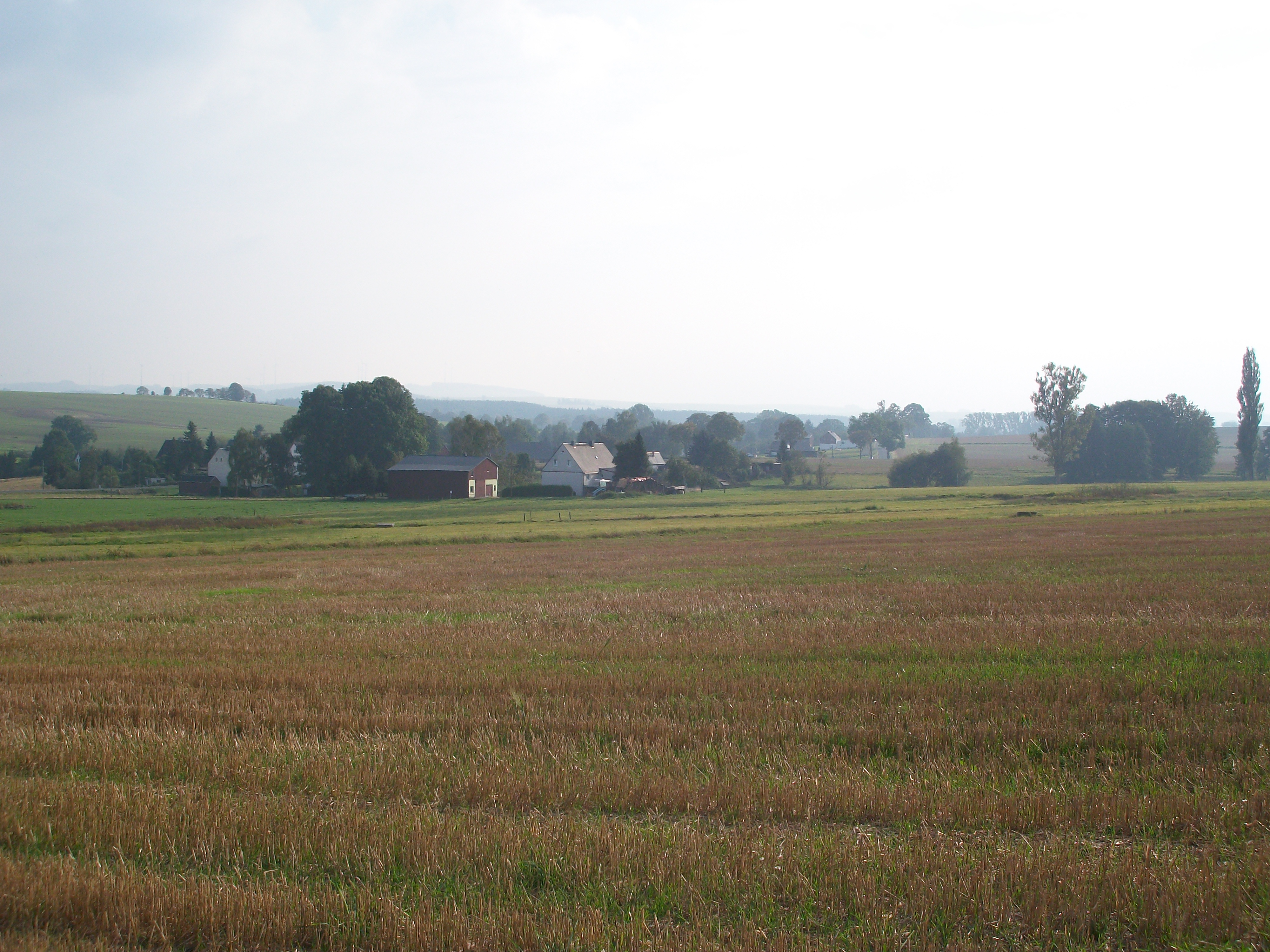
Müdisdorf, oberer Ortsteil

Müdisdorf wurde im Jahr 1350 als „Mudingesdorf“ erwähnt. Im Gegensatz zum Nachbarort Weigmannsdorf, der zum Amt Frauenstein gehörte, lag Müdisdorf wie auch Lichtenberg/Erzgeb. bis 1856 im kursächsischen bzw. königlich-sächsischen Kreisamt Freiberg. Nach 1696 stand der Ort unter der Grundherrschaft des Rats zu Freiberg. Kirchlich war der Ort zu dieser Zeit geteilt. Der obere Ortsteil war nach Helbigsdorf, der untere Ortsteil nach Weigmannsdorf gepfarrt.

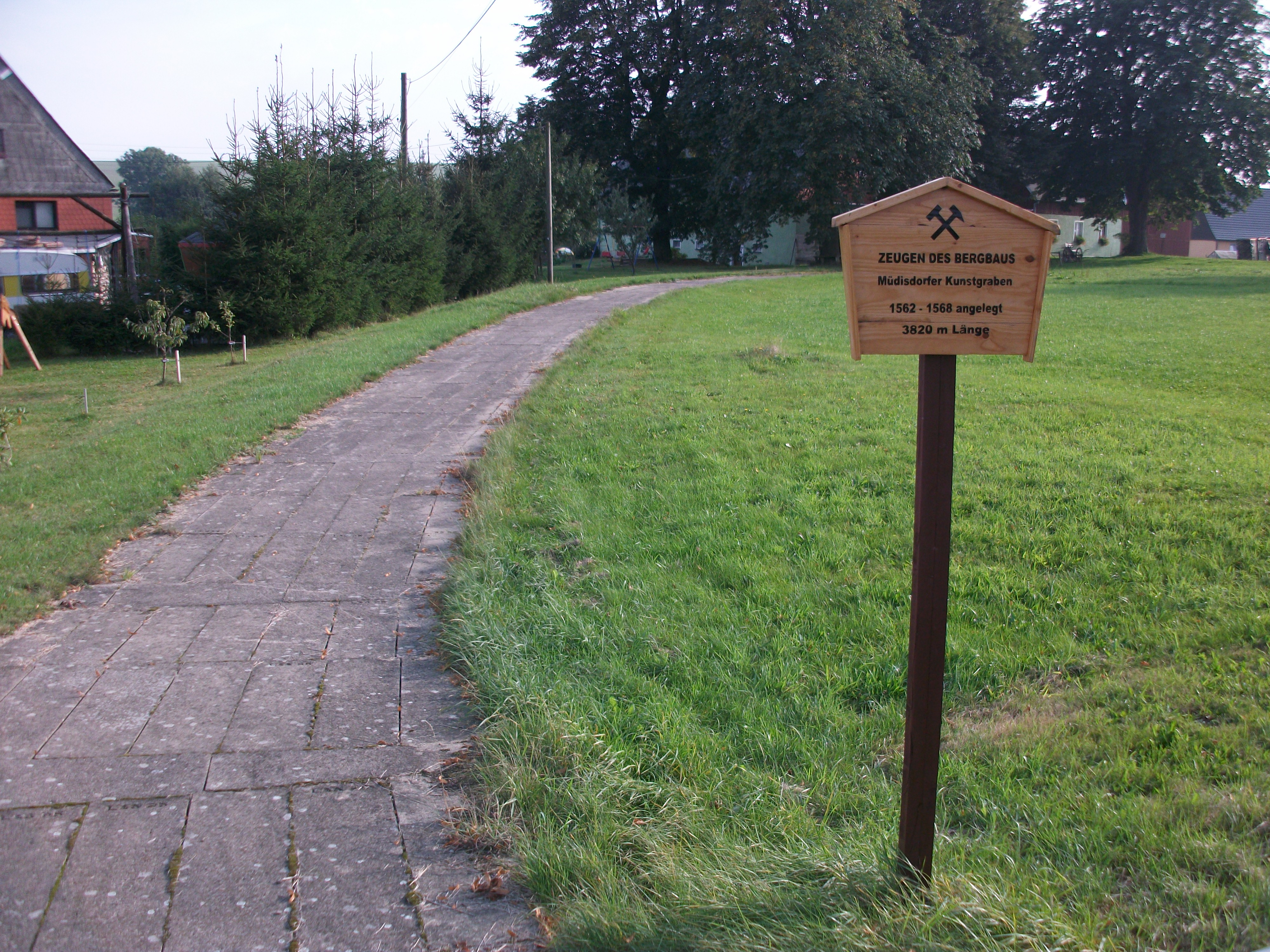
Müdisdorfer Kunstgraben in Müdisdorf (2016)

Auf kurfürstlichen Befehl vom 23. Januar 1558 erfolgte der planmäßige Ausbau eines Wasserspeicher- und Zuführungssystems für das Freiberger Berg- und Hüttenwesen. Parallel dazu erfolgte der Bau von Kunstgräben und Röschen nach Vorschlägen des Oberbergmeisters Martin Planer. Im Zuge dessen wurde auch der Untere Großhartmannsdorfer Teich ertüchtigt. Der Müdisdorfer Kunstgraben sowie die Müdisdorfer Rösche wurden ab 1558 angelegt, wobei letztere in zehnjähriger Bauzeit hergestellt wurde. Der Müdisdorfer Kunstgraben verläuft am Westhang von Müdisdorf. Oberhalb des Müdisdorfer Kunstgrabens entstand vermutlich nach 1562 der Kohlbach-Kunstgraben als ein Abfluss aus dem Oberen Großhartmannsdorfer Teich. Beim so genannten Butzschutz bzw. Bahnschütz besteht die Möglichkeit, Wasser in den unweit darunter führenden Müdisdorfer Kunstgraben abzuschlagen. Beide Gräben sind mit Holzschwarten bzw. mit Betonteilen abgedeckt. Dienten sie früher mittelbar der zusätzlichen Zuführung von Aufschlagwasser für den Freiberger Bergbau, sind sie heute Teil der Revierwasserlaufanstalt Freiberg, die überregionale Bedeutung für die Brauch- und Trinkwasserversorgung der Regionen Chemnitz, Dresden und Freiberg besitzt.
Ab 1856 gehörte Müdisdorf zum Gerichtsamt Brand und ab 1875 zur Amtshauptmannschaft Freiberg. Mit der zweiten Kreisreform in der DDR kam Müdisdorf im Jahr 1952 zum Kreis Brand-Erbisdorf im Bezirk Chemnitz (1953 in Bezirk Karl-Marx-Stadt umbenannt). Am 1. Januar 1963 wurde Müdisdorf mit Weigmannsdorf zur Gemeinde Weigmannsdorf-Müdisdorf zusammengeschlossen, die am 1. Oktober 1993 nach Lichtenberg/Erzgeb. eingemeindet wurde. Mit dieser kam Müdisdorf vom sächsischen Landkreis Brand-Erbisdorf im Jahr 1994 zum Landkreis Freiberg und 2008 zum Landkreis Mittelsachsen.

## Verkehr
Durch den Ort verläuft die Kreisstraße 7730, über die K 7731 erreicht man Berthelsdorf/Erzgeb.
Westlich der Ortslage von Müdisdorf und im Waldstück Niederfrei verlief von 1890 bis 1973 die Bahnstrecke Berthelsdorf–Großhartmannsdorf in unmittelbarer Nähe des Kohlbach-Kunstgrabens, den sie dabei vier Mal überquerte. Der „Haltepunkt Müdisdorf“ ging mit Eröffnung der Bahnstrecke am 15. Juli 1890 in Betrieb. Mit der Einstellung des Reiseverkehrs auf dem Abschnitt Brand-Erbisdorf–Großhartmannsdorf wurde am 2. Dezember 1973 auch der Haltepunkt Müdisdorf außer Betrieb genommen. An ihn erinnert heute nur noch der „Bahnweg“ im Ort.